# Frenchelon
Frenchelon (акронім англ. French Echelon) — французька глобальна система радіоелектронної розвідки, аналог англо-американської системи Ешелон та радянсько-російської
СОУД. Її існування ніколи офіційно не визнавалося французькою владою, незважаючи на численні публікації в ЗМІ, що вийшли після розслідування діяльності Ешелону Європейським парламентом.

## Управління та структура

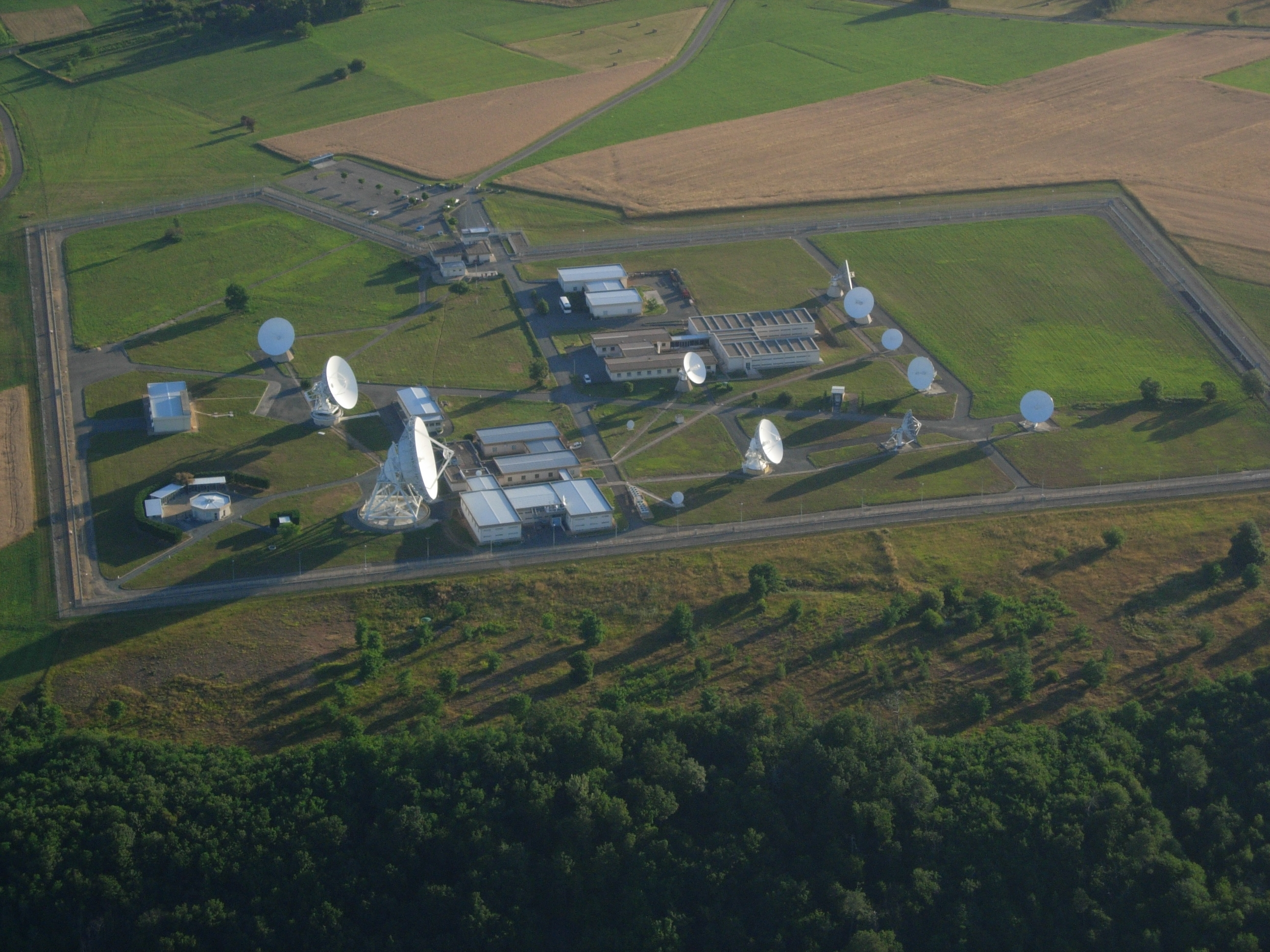
Станція DGSE в Домм, Дордонь

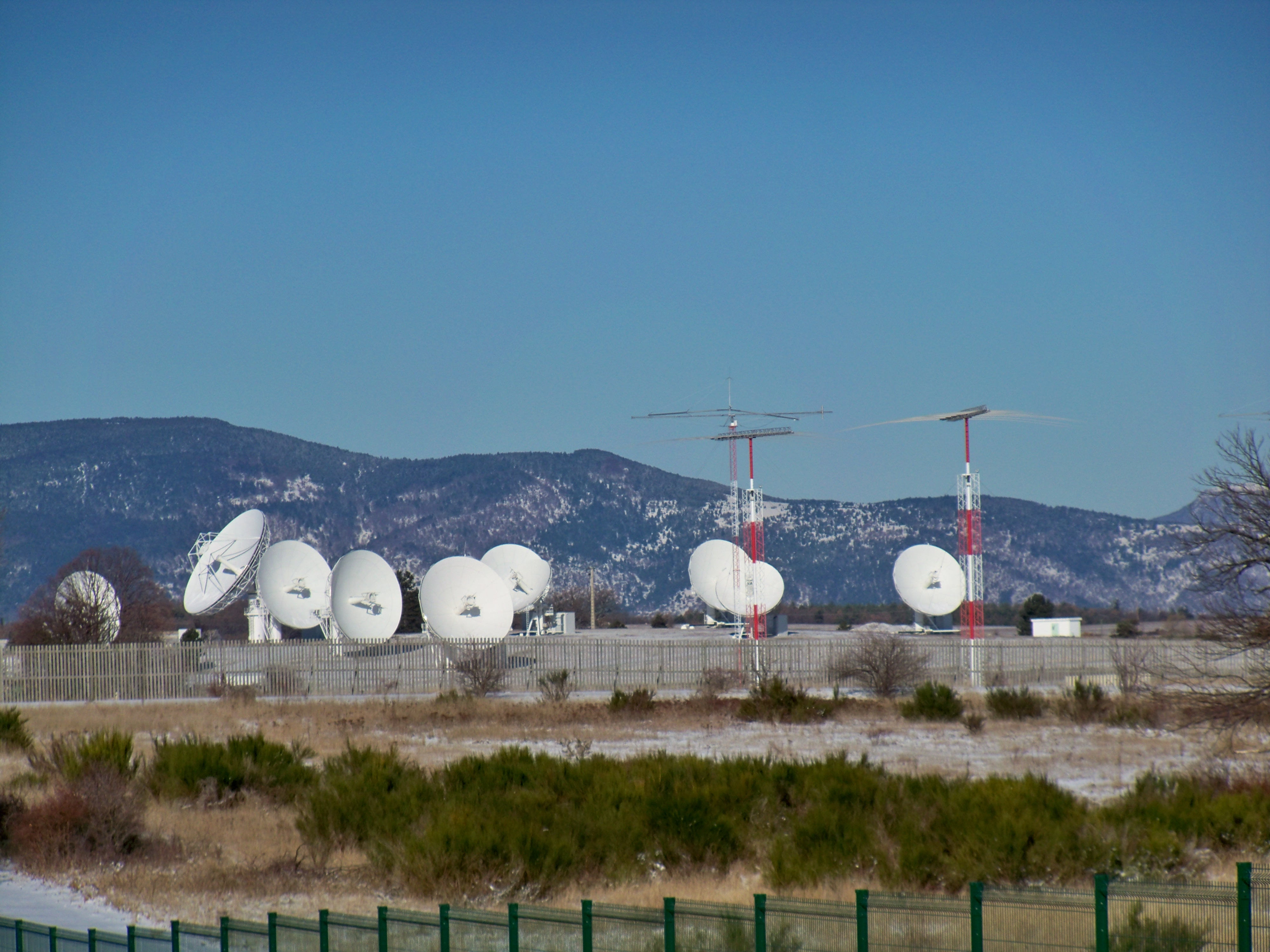
Станція DGSE біля Сен-Кристоль (Saint-Christol)

Frenchelon перебуває у віданні Генерального директорату зовнішньої безпеки (DGSE) й Управління військової розвідки (DRM). Найбільша станція радіоелектронної розвідки на території Франції розташована в Домм, недалеко від Сарла-ла-Канеда, департамент Дордонь, регіон Аквітанія (44°47′11″ пн. ш. 1°14′17″ сх. д. / 44.78639° пн. ш. 1.23806° сх. д.). Інші станції системи у Франції знаходяться в Лез-Аллюе-ле-Руа, Fort de Mutzig, forteresse du Mont-Valérien, plateau d'Albion, Сен-Лоран-де-ла-Саланк, Cap d'Agde, Presqu'île de Giens, Сарі-Соленцара і Filley Barracks в Ніцці.
Крім того, ряд станцій розташовані в заморських територіях та колишніх колоніях Франції:
- Сен-Бартелемі;
- Джибуті (Кемп-Лемоньє — закрита, останнім часом зайнята армійським підрозділом США Joint Task Force-Horn of Africa[en]);
- Майотта (закрита у 1998);
- Реюньйон;
- Куру;
- Папеете;
- Тонтута (Нова Каледонія)[2].

Ці станції здатні перехоплювати електронні повідомлення та розшифровувати закодовані повідомлення дипломатичного, військового чи промислового походження.
Систему Frenchelon не слід плутати з системою радіоелектронної розвідки французьких збройних сил EMERAUDE.